# The Run
A The Run a Skorpió együttes 1978-ban Svédországban megjelent angol nyelvű nagylemeze. Kiadója a Habima Records, katalógusszáma: HSLP 7819. A lemez az együttes 1974 és 1978 közötti dalaiból tartalmaz válogatást, ezek hangszerelése eltér a dalok magyar nyelvű felvételektől.

## Az album dalai

### A oldal
1. Let It Be Me (Who Tells you) (3:44)
2. Wandering Space-Hobo (5:08)
3. At The End Of The Day (5:41)
4. Don't Tell Me That It's Over (4:06)
5. Wake Up Man (5:13)

### B oldal
1. The Run (2:32)
2. Lead Me Through The Night (6:13)
3. Julien (6:17)
4. He's Just Chewin' The Gum (4:07)
5. Give Her Back To Me (5:18)

## Közreműködők
- Frenreisz Károly ("Charles Frenriez")
- Papp Gyula ("Julien Papp")
- Szűcs Antal Gábor ("Anthony Szücs")
- Németh Gábor ("Gabriel Nemeth")
- Bela Svärdmark (gitárszóló a Give Her Back To Me c. számban)

## Külső hivatkozások
- http://rateyourmusic.com/release/album/skorpio/the_run/